# Garcelle Beauvais
Garcelle Beauvais (Saint-Marc, 26 novembre 1966) è un'attrice e modella haitiana naturalizzata statunitense.
È nota principalmente per aver interpretato il ruolo di Valerie Heywood in settantuno episodi della serie televisiva NYPD - New York Police Department.

## Biografia
Garcelle Beauvis nasce a Saint-Marc, Haiti, il 26 novembre 1966 ed è figlia di un'infermiera, Marie-Claire Beauvais, che in seguito al divorzio dal marito avvocato Axel Jean Pierre si trasferì con i suoi sette figli maggiori nel Massachusetts e successivamente a Miami. All'età di 17 anni, la Beauvais si trasferì a New York e iniziò una carriera di modella, firmando un contratto con la Irene Marie Models.
Nel 1985 debuttò in veste di attrice, interpretando due puntate della serie televisiva Miami Vice, quindi nel 1986 debuttò nel cinema, interpretando una piccola parte in Manhunter - Frammenti di un omicidio di Michael Mann. Dal 2001 al 2004 prese parte a settantuno episodi di New York Police Department.
Ha posato per riviste quali Essence e Ebony, e nell'agosto 2007 è apparsa senza veli su Playboy.

## Vita privata
Nell'aprile 1991, l'attrice ha sposato il produttore Daniel Saunders, da cui ha avuto un figlio, Oliver, nato il 22 febbraio dello stesso anno. La coppia divorzia nel 2000.
Il 12 maggio del 2001, Beauvais si sposa con Michael Nilon, un agente della Creative Artists Agency, con il quale ha avuto due figli gemelli, Jax Joseph e Jaid Thomas, nati il 18 ottobre 2007 dopo cinque anni di trattamenti contro l'infertilità, durante la quale l'attrice ha subìto tre aborti spontanei e due cicli falliti di fecondazione in vitro.
Nell'aprile 2010, l'attrice accusa pubblicamente suo marito di infedeltà coniugale e il 10 maggio ha chiesto il divorzio più l'affidamento dei suoi figli. Dopodiché, il loro matrimonio si conclude il 1º aprile 2011.

## Filmografia parziale

### Cinema
- Manhunter - Frammenti di un omicidio (Manhunter), regia di Michael Mann (1986)
- Il principe cerca moglie (Coming to America), regia di John Landis (1988)
- La ragnatela del vizio (Every Breath), regia di Steve Bing (1994)
- Wild Wild West, regia di Barry Sonnenfeld (1999)
- Double Take, regia di George Gallo (2001)
- Bad Company - Protocollo Praga (Bad Company), regia di Joel Schumacher (2002)
- La bottega del barbiere 2 (Barbershop 2: Back in Business), regia di Kevin Rodney Sullivan (2004)
- American Gun, regia di Aric Avelino (2005)
- Il nome del mio assassino (I Know Who Killed Me), regia di Chris Sivertson (2007)
- Women in Trouble, regia di Sebastian Gutierrez (2009)
- Eyes to See, regia di David de Vos –cortometraggio (2010)
- Flight, regia di Robert Zemeckis (2012)
- Sotto assedio - White House Down (White House Down), regia di Roland Emmerich (2013)
- And Then There Was You, regia di Leila Djansi (2013)
- Small Time, regia di Joel Surnow (2014)
- A Girl Like Grace, regia di Ty Hodges (2015)
- Spider-Man: Homecoming, regia di Jon Watts (2017)
- You Get Me, regia di Brent Bonacorso (2017)
- Il principe cerca figlio (Coming 2 America), regia di Craig Brewer (2021)

### Televisione
- Miami Vice – serie TV, episodi 1x10-1x17 (1984-1985)
- I Robinson (The Cosby Show) – serie TV, episodio 2x21 (1986)
- Otto sotto un tetto (Family Matters) – serie TV, 4 episodi (1991-1996)
- Down the Shore – serie TV, episodio 1x05 (1992)
- Dream On – serie TV, episodio 3x13 (1992)
- Willy, il principe di Bel-Air (The Fresh Prince of Bel-Air) – serie TV, episodi 3x03-5x25-6x06 (1992, 1995)
- Mr. Cooper (Hangin' with Mr. Cooper) – serie TV, episodio 1x17 (1993)
- Sui gradini di Harlem (HWhere I Live) – serie TV, episodio 1x09 (1993)
- Dead at 21 – serie TV, episodio 1x12 (1994)
- Models, Inc. (Models Inc.) – serie TV, 25 episodi (1994-1995)
- The Wayans Bros. – serie TV, episodio 2x02 (1995)
- The Jamie Foxx Show – serie TV, 99 episodi (1996-2001)
- Arli$$ – serie TV, episodio 4x09 (1999)
- Opposite Sex – serie TV, 5 episodi (2000)
- Titans – serie TV, episodio 1x12 (2000)
- NYPD - New York Police Department (NYPD Blue) – serie TV, 76 episodi (2001-2004)
- Second String, regia di Robert Lieberman – film TV (2002)
- The Bernie Mac Show – serie TV, episodio 2x11 (2003)
- Curb Your Enthusiasm – serie TV, episodio 4x07 (2004)
- Una mamma quasi perfetta (Life with Bonnie) – serie TV, episodio 2x18 (2004)
- Eyes – serie TV, 12 episodi (2005, 2007)
- Women in Law – serie TV, episodio 1x01 (2006)
- Apocalypse - L'apocalisse (10.5: Apocalypse), regia di John Lafia – miniserie TV (2006)
- CSI: Miami – serie TV, episodio 5x03 (2006)
- The Cure, regia di Danny Cannon – episodio pilota (2007)
- Maneater, regia di Timothy Busfield – miniserie TV (2009)
- Crash – serie TV, episodio 2x07 (2009)
- Human Target – serie TV, episodio 1x06 (2010)
- Franklin & Bash – serie TV, 20 episodi (2011-2012)
- State of Georgia – serie TV, episodio 1x09 (2011)
- The Exes – serie TV, episodio 2x06 (2012)
- Psych – serie TV, episodio 12x07 (2012)
- Arrested Development - Ti presento i miei (Arrested Development) – serie TV, episodio 4x14 (2013)
- Terapia d'urto (Necessary Roughness) – serie TV, episodio 3x03 (2013)
- The Mentalist – serie TV, episodi 7x02-7x03 (2014)
- Grimm – serie TV, 5 episodi (2015)
- The Magicians – serie TV, 6 episodi (2016-2019)
- Chicago Med – serie TV, episodi 2x19-3x07 (2017-2018)
- The Arrangement – serie TV, episodi 2x01-2x02-2x03 (2018)
- RuPaul's Drag Race All Stars – programma TV, puntata 3x07 (2018)
- Siren – serie TV, 9 episodi (2019)
- Buon quel che vi pare (Merry Happy Whatever) – serie TV, 6 episodi (2019)
- Tell Me a Story – serie TV, 9 episodi (2019-2020)
- The Real – programma TV, 342 puntate (2020-2022)
- The Real Housewives of Beverly Hills – programma TV, 108 puntate (2020-2025)

## Doppiatrici italiane
Nelle versioni in italiano delle opere in cui ha recitato, Garcelle Beauvais è stata doppiata da:
- Barbara Castracane in NYPD - New York Police Department, Psych
- Rossella Acerbo in Wild Wild West
- Claudia Catani in Bad Company - Protocollo Praga
- Barbara De Bortoli in American Gun
- Silvia Pepitoni in Eyes
- Stefania Patruno ne Il nome del mio assassino
- Clorinda Venturiello in Apocalypse - L'Apocalisse
- Laura Romano in Flight
- Alessandra Cassioli in Sotto assedio - White House Down
- Emanuela Baroni in The Mentalist
- Federica Bomba in Buon quel che vi pare